# Archibald Primrose, 5.º Conde de Rosebery
Archibald Philip Primrose, 5º Conde de Rosebery KG, PC (Londres, 7 de maio de 1847 — Epsom, 21 de maio de 1929) foi um político britânico liberal e Primeiro-ministro do Reino Unido.
Durante a juventude, estudou no Eton College, graduando-se na Universidade de Oxford, na Igreja de Cristo.
Foi ministro do exterior do Governo Gladstone. Quando Gladstone renunciou, dois anos mais tarde, sugeriu à rainha Vitória que nomeasse o Conde de Rosebery como o primeiro-ministro. Seu período no poder foi curto, pois o Partido Liberal foi derrotado na eleição geral de 1895.